# Libnotes crassibasis
Libnotes crassibasis är en tvåvingeart som först beskrevs av Alexander 1975.  Libnotes crassibasis ingår i släktet Libnotes och familjen småharkrankar.
Artens utbredningsområde är Nigeria. Inga underarter finns listade i Catalogue of Life.